# Hassan Mohammed (cầu thủ bóng đá, sinh 1989)
Hassan Mohammed (Arabic:حسن محمد) (sinh ngày 10 tháng 9 năm 1989) là một cầu thủ bóng đá người Các Tiểu vương quốc Ả Rập Thống nhất. Hiện tại anh thi đấu cho Al-Wasl.